# 1725 год в музыке

## События
- 30 марта — повторное исполнение St John Passion (BWV 245, BC D 2b [включая BWV 245a, b, and c]) Иоганна Себастьяна Баха в лейпцигской Томаскирхе с использованием части из баховских Weimarer Passion.
- 18 марта — во дворце Тюильри состоялся первый публичный концерт из серии Concert Spirituel, продолжавшейся до 1790 года.
- Джованни Баттиста Перголези переезжает в Неаполь, чтобы учиться у Гаэтано Греко и Франческо Дуранте.
- Девятнадцатилетний Джованни Баттиста Мартини назначен капельмейстером церкви Святого Франциска в Болонье.
- Иоганн Йозеф Фукс опубликовал фундаментальный труд «Ступень к Парнасу» (англ. «Gradus ad Parnassum»), обобщавший и систематизировавший теорию контрапункта, более двух с половиной столетий сохранявший своё значение.

## Классическая музыка
- Георг Фридрих Гендель — Trio Sonata in D minor.
- Алессандро Скарлатти — Сонаты для флейты и струнных: № 1 ре мажор.
- Антонио Вивальди — Двенадцать концертов, Опус 8.

## Опера
- Георг Фридрих Гендель — "Роделинда" (Rodelinda).
- Георг Филипп Телеман — Pimpinone.

## Родились
- 20 апреля — Иоганн Фридрих Клёфлер (нем. Johann Friedrich Klöffler), немецкий дирижёр, композитор и администратор (умер 21 февраля 1790).
- 24 июля — Джон Генри Ньютон (англ. John Henry Newton), англиканский священник и автор религиозных гимнов (умер 21 декабря 1807).
- 15 августа — Фердинандо Бертони (итал. Ferdinando Bertoni), итальянский композитор и органист (умер 1 декабря 1813).
- 8 ноября — Иоганн Георг Тромлиц, немецкий флейтист, композитор и конструктор музыкальных инструментов (умер 4 февраля 1805).
- 25 декабря — Эстебан Салас-и-Кастро (исп. Esteban Salas y Castro), кубинский композитор (умер 14 июля 1803).
- Дата неизвестна — Антонио Лолли, итальянский скрипач и композитор (умер 10 августа 1802).

Предположительно — Жоаким Жозе Антуниш (порт. Joaquim José Antunes), португальский мастер клавесинов (умер в 1790).

## Умерли
- 7 февраля — Иоганн Филипп Кригер (нем. Johann Philipp Krieger), немецкий органист и композитор, старший брат Иоганна Кригера (родился 25 февраля 1649).
- 24 октября — Алессандро Скарлатти, итальянский оперный композитор, считается основателем Неаполитанской оперной школы, брат Франческо Скарлатти, отец Доменико и Пьетро Филиппо Скарлатти, наставник Эмануэле д’Асторга (родился 2 мая 1660).
- Дата неизвестна — Робер де Визе, французский гитарист, лютнист и композитор (родился в 1650?).

Предположительно — Христиан Риттер (нем. Christian Ritter), немецкий композитор и органист Северогерманской органной школы (родился в 1645—1650, точная дата неизвестна).